# Юритмикс
Юритмикс (на английски език – Eurythmics) e британски музикален дует, сформиран през 1980 г. от шотландската изпълнителка Ани Ленъкс и английския музикант Дейв Стюарт. Дуета е един от най-успешните в световната музикална история, като двамата са постигнали значителни търговски успехи, продавайки над 75 милиона албума в световен мащаб печелейки множество награди. През годините дуета реализира мащабни световни турнета.
Те са най-продавания британски дует в историята, и са известни със своите песни, които демонстрират мощния и изразителен алт-глас на Ани Ленъкс, както и новаторски техники в музиката, създадени от Стюарт.
Песни:
1983 – „Sweet dreams“, „Who's that girl“ – хитовите песни от албума „Touch“.
1984 – „Here comes the rain again“.
1985 – „There must be an angel“, „Sisters are doing it for themselves“ – дует на Ани Ленъкс с Арета Франклин.
1986 – „Thorn in my side“
Самостоятелни песни на Ани Ленъкс:
1992 – „Walking on broken glass“
1994 – „Lunatic“
2009 – соундтрака на филма „Завръщането на краля“ – последната част от трилогията „Властелинът на пръстените“.